# Bandera de l'Índia
La bandera de l'Índia, també coneguda amb el nom de tiranga (तिरंगा en hindi), que significa "tricolor", està composta per tres franges horitzontals de la mateixa mida, de color taronja la superior, blanc la central i verda fosca la inferior. Al centre, hi té una roda de color blau fosc, coneguda amb el nom d'Ashoka Chakra, agafada de la columna Ashoka a Sarnath. El diàmetre de la Chakra és tres quartes parts de l'altura de la franja blanca. La proporció entre l'alçada de la bandera i la seva amplada és 2:3. La bandera és també el símbol de l'exèrcit hindi, col·locada diàriament a les instal·lacions militars. La Bandera Nacional de l'Índia va ser adoptada en la seva forma actual durant una reunió ad hoc de l'Asamblea Constituent feta el 22 de juliol del 1947, pocs dies abans de la independència el 15 d'agost. Ha servit com a bandera nacional del Domini de l'Índia entre el 15 d'agost de 1947 i el 26 de gener de 1950, i de la República de l'Índia des d'aquest moment.
A l'Índia, el terme "tricolor" [Tirangā– ितरंगा (en hindi)] es refereix pràcticament sempre a la bandera nacional. El color safrà significa el coratge, el sacrifici, i l'esperit de renúncia. El blanc, la puresa i la veritat. I el verd, la fe i la fertilitat. La roda representa el moviment d'un canvi pacífic, fet progressivament.
Cal dir que actualment el color de la part alta és un color carbassa en comptes de safrà; o més fosc, com el goldenrod.
La bandera va ser dissenyada per Pingali Venkayya. Cal que la bandera sigui feta només de "khadi", una mena especial d'estam teixit a mà. L'ús de la bandera està estrictament regulada.

## Disseny
La taula següent és dels codis dels colors de la bandera. Es presenten en HTML, RGB, Colors web (notació hexadecimal), l'equivalent en CMYK, colors tèxtils, i el número pantonal equivalent.
| Color     | HTML    | CMYK         | RGB        | Color tèxtil | Pantonal |
| --------- | ------- | ------------ | ---------- | ------------ | -------- |
| Safrà     | #FF9933 | 0-50-90-0    | 255-153-51 | Safrà        | 1495c    |
| Blanc     | #FFFFFF | 0-0-0        | 0-0-0-0    | Gris fred    | 1c       |
| Verd      | #138808 | 100-0-70-30  | 19-136-8   | Verd hindi   | 362c     |
| Blau marí | #000080 | 100-98-26-48 | 0-0-102    | Blau marí    | 2755c    |

El valor oficial (CYKM) de la franja superior és (0,50,90,0) -que és el més proper al color carbassa- essent (0,54,90,0) el valor veritable del color safrà, mentre que el safrà fosc o goldenrod són, respectivament, (4,23,81,5) i (0,24,85,15).

## Altres banderes

Bandera de la Marina Mercant
La Chakra Ashoka

## Banderes històriques

Bandera del Soldanat de Delhi, al nord de l'Índia i Pakistan (1206 dC - 1526 dC)
Bandera de l'Imperi Mogol (1526 dC - 1752 dC)
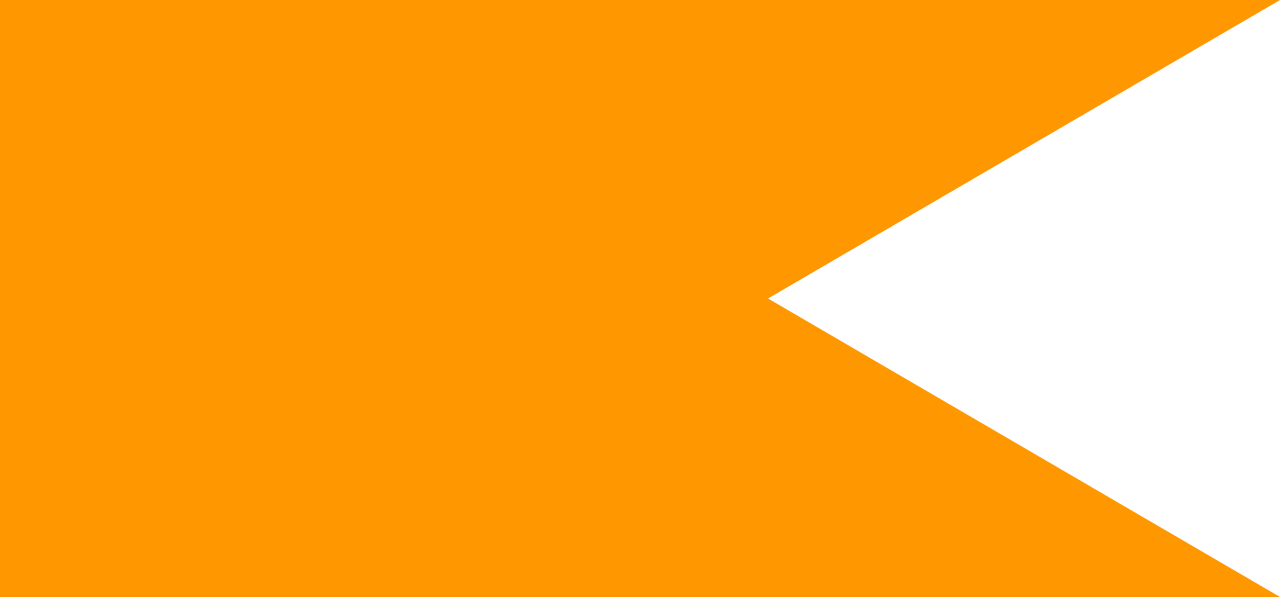
Bandera de l'Imperi Maratha (1674 dC - 1818 dC)
Bandera de l'Imperi Sikh, a la regió de Caixmir (1799 dC - 1849 dC)
Bandera de les Companyia Britànica de les Índies Orientals (1801 dC - 1858 dC)
Bandera del Raj Britànic (1858 dC - 1947 dC)
Bandera provisional del Govern provisional per una Índia lliure, estat satèl·lit de l'Imperi Japonès durant la Segona Guerra Mundial (1943 dC - 1945 dC)
Bandera del Domini de la India, després reutilitzada per l'actual República de l'Índia (1947 dC - 1950 dC)